# Ismaning
Ismaning ist eine Gemeinde im Norden des Landkreises München im Regierungsbezirk Oberbayern.
Der Ort liegt etwa sieben Kilometer nordöstlich von München auf dem rechten Hochufer der Isar. Die ursprünglich landwirtschaftlich geprägte Gemeinde ist seit Mitte der 1990er Jahre als bedeutender Medienstandort bekannt. Nordöstlich des Ortes befindet sich seit 1932 der Sender Ismaning des Bayerischen Rundfunks. Im Süden befindet sich der Medienpark mit der Sport1 Medien AG (Sport1), dem Gong-Verlag, der Mainstream Media AG (Heimatkanal) und dem privaten Radiosender Antenne Bayern.

## Geographie

### Gemeindegliederung
Die Siedlungsfläche konzentriert sich weitgehend auf den Hauptort Ismaning, der selbst nicht weiter untergliedert ist. Einziger weiterer Wohnplatz der Gemeinde ist die Siedlung Fischerhäuser, die rund fünf Kilometer nördlich des Hauptorts liegt.

### Nachbargemeinden
Das Gemeindegebiet grenzt im Norden an die Gemeinden Eching, Hallbergmoos und an den Hallbergmooser Gemeindeteil Erching (alle drei Landkreis Freising), im Osten an die Gemeinden Moosinning und Finsing (beide Landkreis Erding), im Süden an die Gemeinden Aschheim und Unterföhring (beide Landkreis München) und im Westen an die Stadt Garching bei München (ebenfalls Landkreis München) sowie an die Stadt München.
Ismaning ist Mitglied der „Nordallianz“, eines informellen Zusammenschlusses von acht Kommunen im Norden Münchens.

### Natur
Folgende Schutzgebiete berühren das Gemeindegebiet:
- Landschaftsschutzgebiet Verordnung des Bezirks Oberbayern über den Schutz von Landschaftsteilen entlang der Isar in den Landkreisen Bad-Tölz-Wolfratshausen, München, Freising und Erding als LSG (LSG-00384.01)
- Fauna-Flora-Habitat-Gebiet Gräben und Niedermoorreste im Erdinger Moos (7736-371)
- Fauna-Flora-Habitat-Gebiet Isarauen von Unterföhring bis Landshut (7537-301)
- Vogelschutzgebiet (Vogelschutzrichtlinie der EU) Ismaninger Speichersee und Fischteiche (7736-471)

Darüber hinaus befinden sich auch Teile des Naturwaldes Auwälder an der mittleren Isar innerhalb oder in der Nähe der Stadt.

## Geschichte

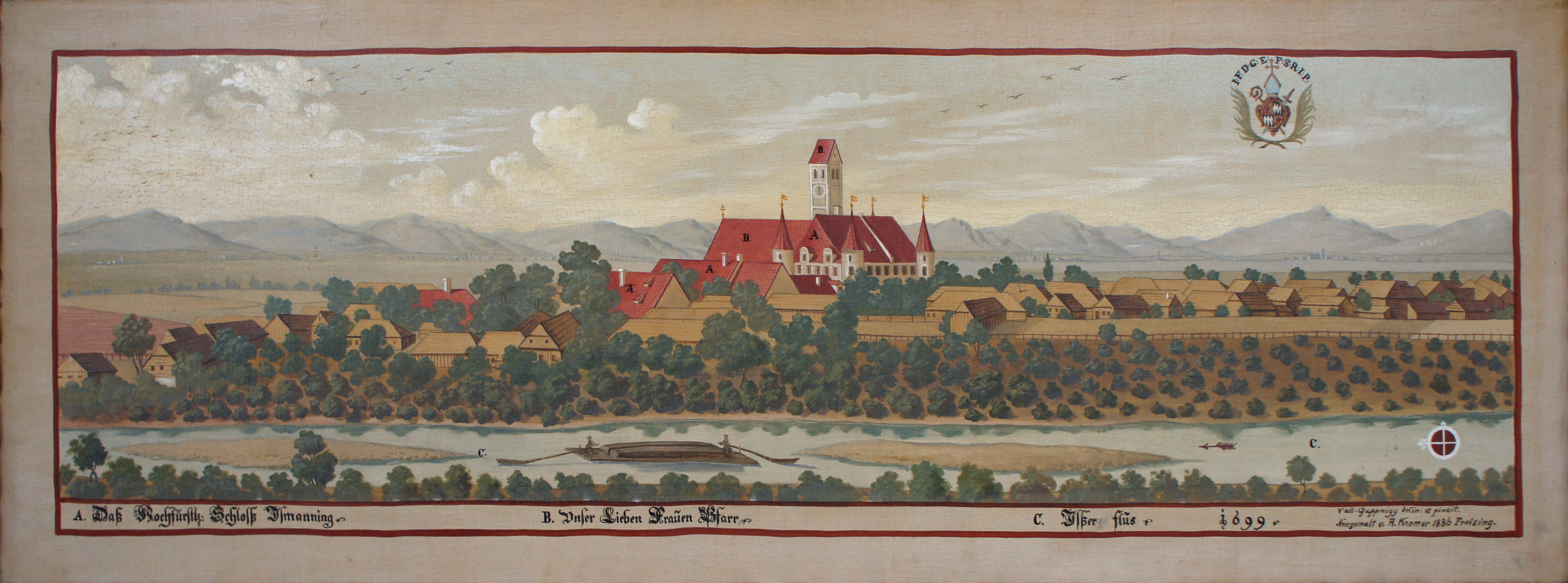
Ismaning 1699 auf einem Gemälde im Fürstengang Freising

### Chronik
- 6./7. Jahrhundert: erste bajuwarische Besiedelung
- 809: erste urkundliche Erwähnung bezüglich einer Rechtsstreitschlichtung durch Bischof Atto
- 1319: Verkauf der Ortschaften Ismaning, Unterföhring, Oberföhring, Englschalking und Daglfing an das Hochstift Freising durch den Herzog von Bayern und späteren deutschen Kaiser Ludwig dem Bayern gegen „hundert March lotrings silber“. Damit entstand die Grafschaft auf dem Yserrain als geschlossenes Herrschaftsgebiet der Freisinger Bischöfe.
- 1530 übernahm Bischof Philipp von Freising von den Haushaimern, einem Freisinger Domherrengeschlecht, deren Ismaninger Landsitz und erbaute ein Renaissanceschloss mit vier Türmen. Aus der Grafschaft Yserrain wurde die Reichsgrafschaft Ismaning.
- 1632 fielen im Dreißigjährigen Krieg schwedische Truppen plündernd und brandschatzend in Ismaning ein. Mehr als die Hälfte der Bewohner starb in der darauffolgenden Zeit an der Pest.
- 1678–1685: Bau der barocken Johanniskirche
- 1716–1724: Barocke Umgestaltung des Ismaninger Schlosses unter Fürstbischof Johann Franz Eckher mit entscheidender Mitwirkung von Johann Baptist Zimmermann

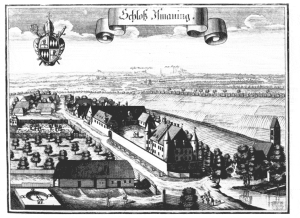
Kupferstich von Michael Wening in Topographia Bavariae um 1700

- 1802–1803 beendete die Säkularisation die fast 500-jährige Ära der Freisinger Fürstbischöfe; das Hochstift Freising wurde aufgelöst, Ismaning kam zum Kurfürstentum Bayern. Das Schloss und seine Einrichtung wurden teilweise zerstört.
- 1816 übernahmen der Stiefsohn Napoleons, Eugène de Beauharnais, und seine Gattin Auguste Amalie, Tochter des bayerischen Königs Maximilian I., das Ismaninger Schloss und ließen es durch Leo von Klenze klassizistisch umgestalten.
- 1851 starb Auguste Amalie. Das Schloss wechselte mehrmals die Besitzer.
- 1899–1919 war das Ismaninger Schloss Eigentum der Stadt München.
- 1932: Inbetriebnahme des Senders Ismaning (Bayerischer Rundfunk).
- 26.–28. April 1945: Aufstand der Freiheitsaktion Bayern (FAB)
- 1983 wurde der schon längst außer Betrieb befindliche hölzerne Sendeturm in Ismaning, der letzte seiner Art in Deutschland, wegen Baufälligkeit abgerissen.

### Einwohnerstatistik

Bevölkerungswachstum der Gemeinde

Ismaning war bis in die 1970er Jahre die einwohnerstärkste Gemeinde im nördlichen Landkreis München, wurde dann aber wegen selbst gesetzter Wachstumszurückhaltung durch Unterschleißheim und Garching übertroffen. Dennoch steigt die Einwohnerzahl stetig.
| Jahr | Einwohner  |
| ---- | ---------- |
| 2016 | 16.770     |
| 2017 | ca. 17.200 |
| 2018 | 17.480     |
| 2019 | 17.591     |
| 2020 | 17.841     |
| 2021 | 17.947     |
| 2022 | 19.201     |
| 2023 | 18.518     |

| Jahr | Einwohner |
| ---- | --------- |
| 2015 | 16.372    |
| 2014 | 16.068    |
| 2013 | 16.084    |
| 2012 | 15.771    |
| 2011 | 15.675    |
| 2010 | 15.389    |
| 2009 | 15.221    |
| 2008 | 15.181    |
| 2007 | 14.939    |
| 2006 | 14.858    |
| 2005 | 14.677    |
| 2004 | 14.887    |
| 2003 | 14.638    |
| 2002 | 14.533    |
| 2001 | 14.399    |

| Jahr | Einwohner |
| ---- | --------- |
| 2000 | 14.270    |
| 1995 | 13.500    |
| 1990 | 13.527    |
| 1987 | 12.464    |
| 1980 | 12.511    |
| 1970 | 7.992     |
| 1961 | 5.960     |
| 1960 | 5.860     |
| 1950 | 4.795     |
| 1946 | 4.460     |
| 1939 | 3.419     |
| 1925 | 2.645     |
| 1919 | 2.402     |
| 1910 | 2.359     |
| 1900 | 1.951     |

Quelle: Statistik kommunal 2018 (PDF; 1,3 MB) & Gemeinde Ismaning
Die Siedlungsschwerpunkte lagen ab den 1930er Jahren westlich, ab den 1950er Jahren nördlich des Kerndorfs. Weil hier Siedlungsgrenzen erreicht wurden – im Westen durch das Landschaftsschutzgebiet Isarauen –, verlagerte sich die Ausweisung neuer Wohnflächen in jüngerer Zeit in das östliche Ortsgebiet zwischen Bahnlinie und der Bundesstraße 471.

### Konfessionsstatistik
Gemäß dem Zensus 2011 waren 49,6 % der Einwohner römisch-katholisch, 13,6 % evangelisch und 36,6 % waren konfessionslos, gehörten einer anderen Glaubensgemeinschaft an oder machten keine Angabe. Zum 31. Dezember 2022 lebten in Ismaning 19.201 Menschen von denen 36,7 % (7.049) katholisch, 10,9 % (2.100) evangelisch und 52,4 % konfessionslos waren oder einer anderen Glaubensgemeinschaft angehörten.

## Politik

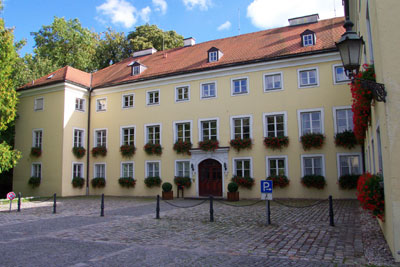
Schloss Ismaning, heute Rathaus

### Gemeinderat
Der Gemeinderat umfasst 24 Mitglieder:
| Wahl          | SPD     | Freie Wähler | CSU     | Grüne   | FDP    |
| ------------- | ------- | ------------ | ------- | ------- | ------ |
| 15. März 2020 | 7 Sitze | 6 Sitze      | 6 Sitze | 4 Sitze | 1 Sitz |
| 16. März 2014 | 8 Sitze | 7 Sitze      | 7 Sitze | 2 Sitze | –      |
| 2. März 2008  | 6 Sitze | 11 Sitze     | 5 Sitze | 2 Sitze | –      |
| 3. März 2002  | 6 Sitze | 10 Sitze     | 7 Sitze | 1 Sitz  | –      |

### Bürgermeister
In der Kommunalpolitik war Ismaning langjährig durch Bürgermeister Erich Zeitler (SPD) geprägt, der erstmals 1952 in das Amt gewählt wurde und 1990 als dienstältester Bürgermeister Bayerns nach 38 Dienstjahren in den Ruhestand trat. Nachfolger war Michael Sedlmair (Freie Wähler), der bei der Kommunalwahl 2014 nach vier Wahlperioden nicht erneut antrat. 2014 wurde Alexander Greulich (SPD) zum Ersten Bürgermeister von Ismaning gewählt, der sich in einer Stichwahl gegen Josef Zettl (CSU) durchsetzen konnte. Greulich wurde 2020 im 1. Wahlgang im Amt bestätigt.
Für frühere Bürgermeister oder Gemeindevorsteher von Ismaning → Liste der Bürgermeister von Ismaning

### Landtagswahlen
Ismaning ist bei Landtagswahlen dem Stimmkreis München-Land-Nord (122) zugeordnet. Bei den Landtagswahlen in den Jahren 2003, 2008 und 2014 erhielt die CSU die meisten Gesamtstimmen in Ismaning, blieb aber im Stimmanteil deutlich hinter dem Durchschnitt im Stimmkreis München-Land Nord und dem Landesdurchschnitt zurück. Überdurchschnittlich schnitten die Freien Wähler ab, die von 1990 bis 2014 den Bürgermeister in Ismaning stellten.
| Landtagswahl 21. September 2003 | Ismaning | ggü. Stimmkreis | ggü. Bayern |
| ------------------------------- | -------- | --------------- | ----------- |
| Wahlbeteiligung                 | 63,4 %   | +2,0 %P         | +6,3 %P     |
| CSU                             | 48,7 %   | −6,2 %P         | −12,0 %P    |
| SPD                             | 22,6 %   | −1,6 %P         | +3,0 %P     |
| FW                              | 14,3 %   | +10,4 %P        | +10,3 %P    |
| Grüne                           | 9,1 %    | −0,8 %P         | +1,4 %P     |
| FDP                             | 2,5 %    | −1,2 %P         | −0,1 %P     |

| Landtagswahl 28. September 2008 | Ismaning | ggü. Stimmkreis | ggü. Bayern |
| ------------------------------- | -------- | --------------- | ----------- |
| Wahlbeteiligung                 | 63,6 %   | +1,2 %P         | +5,7 %P     |
| CSU                             | 32,0 %   | −4,5 %P         | −11,4 %P    |
| SPD                             | 19,0 %   | −4,6 %P         | +0,4 %P     |
| FW                              | 23,5 %   | +14,7 %P        | +13,3 %P    |
| Grüne                           | 10,6 %   | −0,4 %P         | +1,2 %P     |
| FDP                             | 8,3 %    | −4,1 %P         | +0,3 %P     |

| Landtagswahl 15. September 2013 | Ismaning | ggü. Stimmkreis | ggü. Bayern |
| ------------------------------- | -------- | --------------- | ----------- |
| Wahlbeteiligung                 | 72,9 %   | +2,9 %P         | +9,6 %P     |
| CSU                             | 38,3 %   | −6,2 %P         | −9,4 %P     |
| SPD                             | 21,5 %   | −4,2 %P         | +0,9 %P     |
| FW                              | 21,5 %   | +13,6 %P        | +12,5 %P    |
| Grüne                           | 8,6 %    | −0,7 %P         | +0,0 %P     |
| FDP                             | 3,4 %    | −0,9 %P         | +0,1 %P     |

### Bundestagswahlen
Ismaning ist bei Bundestagswahlen dem Wahlkreis München-Land zugeordnet (im Jahr 2005 Wahlkreisnummer 223, im Jahr 2009 gebietsidentisch Wahlkreisnummer 222). Bei den Bundestagswahlen 2005 und 2009 lag beim Anteil der Zweitstimmen in Ismaning die CSU leicht unter dem Landesdurchschnitt in Bayern, bei der Wahl 2013 auch die SPD. FDP und Grüne lagen bei allen Wahlen über diesem. Die Wahlbeteiligung liegt in Ismaning regelmäßig deutlich über dem Landesdurchschnitt.
| Bundestagswahl 18. September 2005 | Ismaning | ggü. Wahlkreis | ggü. Bayern |
| --------------------------------- | -------- | -------------- | ----------- |
| Wahlbeteiligung                   | 83,1 %   | −0,4 %P        | +5,2 %P     |
| CSU                               | 45,6 %   | +0,2 %P        | −3,6 %P     |
| SPD                               | 26,3 %   | +2,3 %P        | +0,8 %P     |
| FDP                               | 11,9 %   | −2,7 %P        | +2,4 %P     |
| Grüne                             | 10,2 %   | −0,5 %P        | +2,3 %P     |
| Linke                             | 2,8 %    | +0,2 %P        | −0,6 %P     |

| Bundestagswahl 27. September 2009 | Ismaning | ggü. Wahlkreis | ggü. Bayern |
| --------------------------------- | -------- | -------------- | ----------- |
| Wahlbeteiligung                   | 79,7 %   | +0,6 %P        | +8,1 %P     |
| CSU                               | 40,8 %   | +1,0 %P        | −1,7 %P     |
| SPD                               | 16,9 %   | +0,2 %P        | +0,1 %P     |
| FDP                               | 16,8 %   | −2,9 %P        | +2,1 %P     |
| Grüne                             | 13,2 %   | +0,5 %P        | +2,4 %P     |
| Linke                             | 4,8 %    | +0,3 %P        | −1,7 %P     |

| Bundestagswahl 22. September 2013 | Ismaning | ggü. Wahlkreis | ggü. Bayern |
| --------------------------------- | -------- | -------------- | ----------- |
| Wahlbeteiligung                   | 77,7 %   | +0,2 %P        | +7,7 %P     |
| CSU                               | 46,9 %   | +0,0 %P        | −2,4 %P     |
| SPD                               | 20,9 %   | +0,4 %P        | +0,0 %P     |
| FDP                               | 6,5 %    | −2,0 %P        | +1,4 %P     |
| Grüne                             | 9,9 %    | +0,0 %P        | +1,5 %P     |
| Linke                             | 3,0 %    | +0,2 %P        | −0,8 %P     |

| Bundestagswahl 24. September 2017 | Ismaning | ggü. Wahlkreis | ggü. Bayern |
| --------------------------------- | -------- | -------------- | ----------- |
| Wahlbeteiligung                   | 84,6 %   | +0,2 %P        | +6,4 %P     |
| CSU                               | 37,9 %   | +0,6 %P        | −0,9 %P     |
| SPD                               | 14,4 %   | +0,4 %P        | −0,9 %P     |
| FDP                               | 12,8 %   | −2,5 %P        | +2,6 %P     |
| Grüne                             | 11,9 %   | −0,7 %P        | +2,1 %P     |
| Linke                             | 5,1 %    | 0,0 %P         | −1,0 %P     |
| AfD                               | 9,1 %    | −0,3 %P        | −3,3 %P     |

| Bundestagswahl 26. September 2021 | Ismaning | ggü. Wahlkreis | ggü. Bayern |
| --------------------------------- | -------- | -------------- | ----------- |
| Wahlbeteiligung                   | 85,5 %   | +0,9 %P        | +5,7 %P     |
| CSU                               | 32,6 %   | -5,3 %P        | +0,9 %P     |
| SPD                               | 18,3 %   | +3,9 %P        | +0,3 %P     |
| FDP                               | 12,6 %   | −0,2 %P        | +2,1 %P     |
| Grüne                             | 17,1 %   | +5,2 %P        | +3,0 %P     |
| Linke                             | 2,7 %    | -2,4 %P        | −0,1 %P     |
| AfD                               | 5,3 %    | −3,8 %P        | −3,7 %P     |

### Wappen
| Wappen von Ismaning | Blasonierung: „Geteilt von Silber und Schwarz; oben ein rot gekrönter schwarzer Mohrenkopf auf rotem Sockel, unten nebeneinander drei stehende silberne Rauten.“ |
| Wappen von Ismaning | Wappenbegründung: Das von Otto Hupp entworfene Wappen der Gemeinde Ismaning stammt aus dem Jahr 1929 und steht für die über Jahrhunderte währenden Bindungen zu der Stadt Freising. Im oberen Teil des Schildes ist ein Mohr mit roter Krone zu sehen, der ursprünglich aus dem Wappen des gleichnamigen Hochstiftes stammt. Bischof Otto von Freising soll sich das Recht, einen Mohren im Wappen zu tragen, mit der Teilnahme am Zweiten Kreuzzug verdient haben. Im unteren Teil des Schildes stehen nebeneinander drei silberne Rauten. Sie stammen aus dem Familienwappen des Fürstbischofs Johann Franz Eckher, dem Erbauer von Schloss Ismaning. |

## Wirtschaft

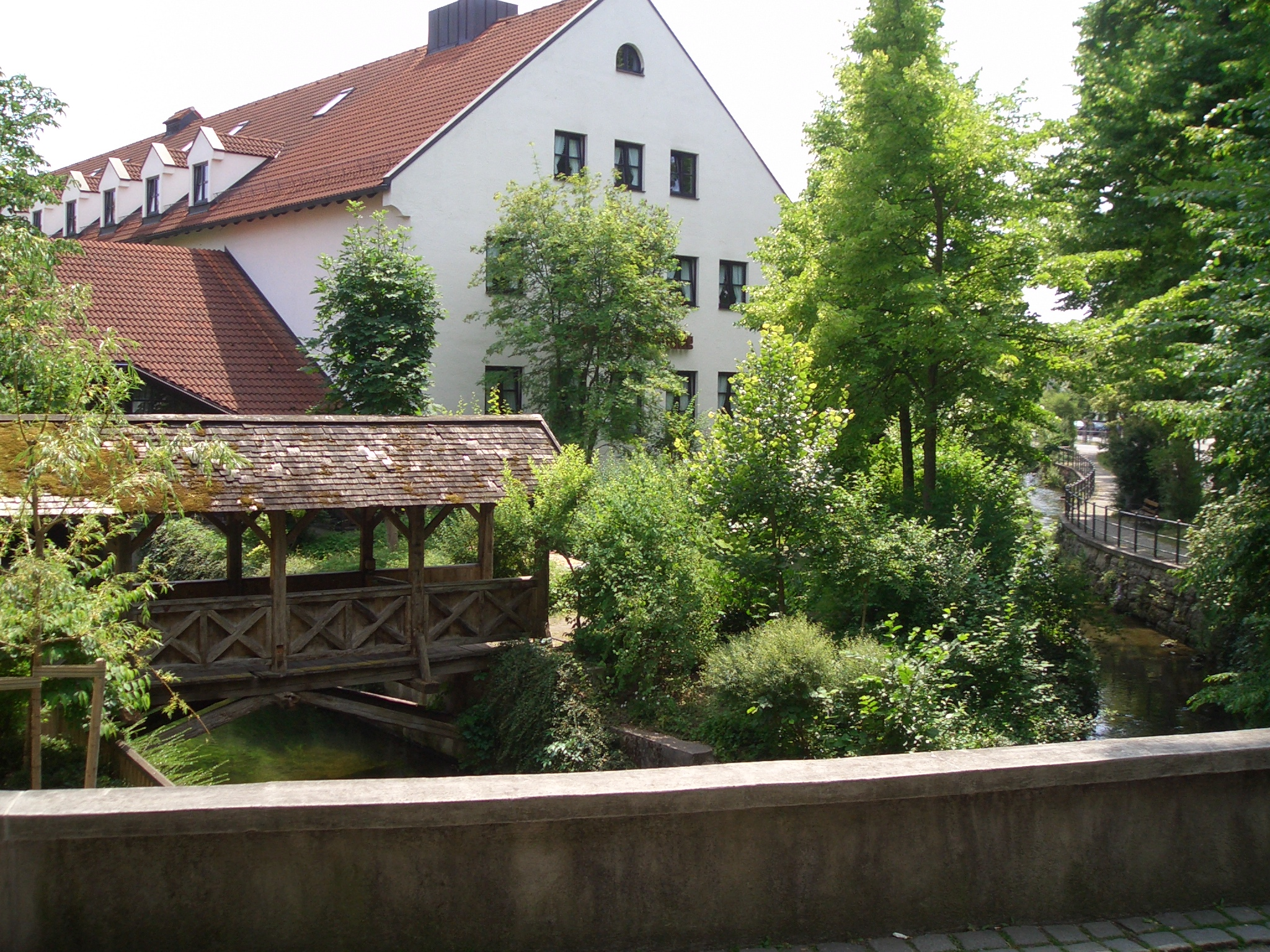
Ein Hotel am Seebach in der historischen Ortsmitte von Ismaning

Die Gemeinde war bis zur Mitte des 20. Jahrhunderts von Landwirtschaft und Kleingewerbe geprägt, einzige industrieähnliche Arbeitgeber waren um 1900 eine Papierfabrik am Seebach sowie zwei Ziegeleien und zwei Krautfabriken. Um 1960 war der keramische Produktionsbetrieb Agrob das größte Unternehmen am Ort. Die weitere wirtschaftliche Entwicklung war ab den 1980er Jahren durch die Nähe zur Großstadt München und damit durch die Ansiedlung von Unternehmen aus dem Dienstleistungssegment bestimmt: Die Zahl der landwirtschaftlichen Betriebe ging zwischen 1979 und 2007 von 115 auf 82 zurück, die heute rund 12.500 Arbeitsplätze im Gemeindegebiet sind zu mehr als zwei Dritteln dem Dienstleistungssektor zuzurechnen. Das ehemalige Agrob-Gelände wurde nach der Produktionseinstellung im Jahr 1990 zu einem Medienzentrum mit Home Shopping Europe, Antenne Bayern, Sport 1, Gong Verlag, Hueber Verlag (zieht wieder nach München). Zeitweilig war Ismaning auch Sitz der Kirchmedia, der deutschen Apple-Niederlassung und der Fernmeldeschule München.
Für eine Gemeinde ohne klassische Fremdenverkehrsausrichtung weist Ismaning eine ungewöhnlich hohe Zahl von Beherbergungsbetrieben und Gästeübernachtungen auf. Dies erklärt sich aus der Lage auf halbem Weg zwischen Landeshauptstadt und Flughafen, der mit der S-Bahn in weniger als 15 Minuten zu erreichen ist. Im Jahr 2001 wurde ein örtlicher Rekordwert von mehr als 200.000 Übernachtungen gezählt, im Jahr 2009 erzielten die zehn Hotels in Ismaning rund 165.000 Übernachtungen. Die Aufenthaltsdauer pro Gast liegt kontinuierlich bei durchschnittlich rund zwei Tagen.
Das BMW-Testgelände am Speichersee wird ebenfalls häufig mit Ismaning assoziiert, liegt tatsächlich aber auf dem Gebiet der Nachbargemeinde Aschheim.

## Verkehr

### S-Bahn

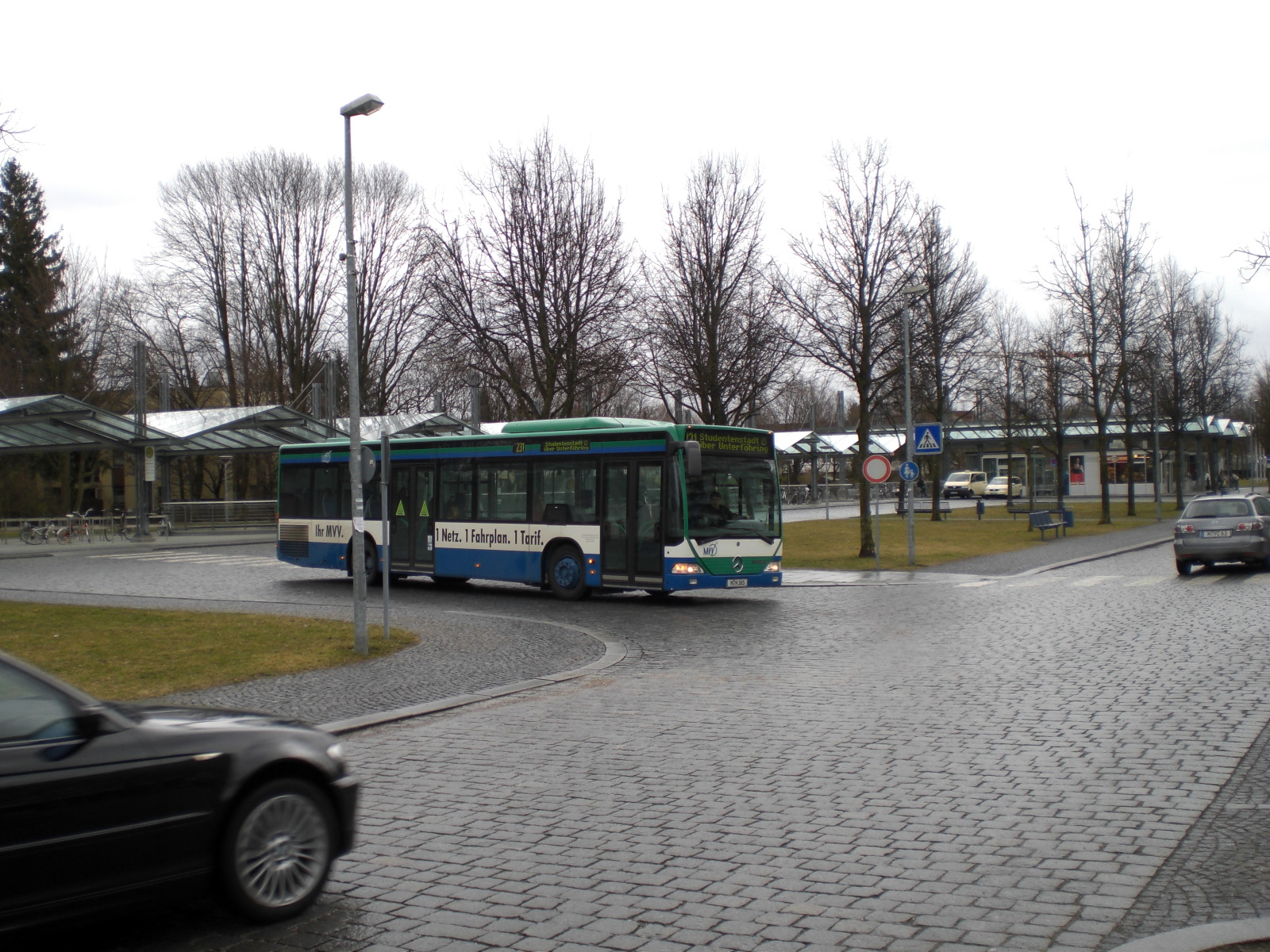
Alter Bahnhofsvorplatz

Die Linie S8 der S-Bahn München verbindet Ismaning im 20-Minuten-Takt mit München (Fahrzeit ins Zentrum etwa 25 Minuten) und dem Flughafen (Fahrzeit etwa 15 Minuten). Die vorgenannte Bahnstrecke verläuft im Ortskern von Ismaning in einem Tunnel, der Bahnhof Ismaning befindet sich dementsprechend ebenfalls im Untergrund. Sein Bau erfolgte im Zuge der S-Bahn-Verlängerung zum neuen Münchner Flughafen. Der Tunnel ist eigentlich ein Graben mit Deckel; auf ihm wurde deshalb ein Grünzug angelegt.
| Linie | Linienverlauf |
| ----- | --- |
| S8    | Herrsching – Seefeld-Hechendorf – Steinebach – Weßling – Neugilching – Gilching-Argelsried – Geisenbrunn – Germering-Unterpfaffenhofen – Harthaus – Freiham – Neuaubing – Westkreuz – Pasing – Laim – Hirschgarten – Donnersbergerbrücke – Hackerbrücke – Hauptbahnhof – Karlsplatz (Stachus) – Marienplatz – Isartor – Rosenheimer Platz – Ostbahnhof – Leuchtenbergring – Daglfing – Englschalking – Johanneskirchen – Unterföhring – Ismaning – Hallbergmoos – Flughafen Besucherpark – Flughafen München |

### Bus
Ismaning wird durch fünf Regionalbuslinien des MVV erschlossen.
Seit dem 12. Dezember 2021 ist die Gemeinde Ismaning auch mit der Linie  X202 an den ExpressBus-Ring des MVV angeschlossen. Damit ist es möglich, zum Beispiel bei Störungen auf andere S-Bahnäste zu wechseln.
| Linie | Linienverlauf                                                                                        | Verkehrsunternehmen         |
| ----- | --- | --------------------------- |
| X202  | Haar (S) – Feldkirchen – Aschheim – Ismaning (S) – Garching-Hochbrück (U) – Unterschleißheim (S)     | VBR                         |
| X205  | Arabellapark (U) – Unterföhring – Ismaning – Garching (U) – Garching Forschungszentrum (U)           | VBR                         |
| 230   | Haar (S) – Feldkirchen (S) – Aschheim – Ismaning (S) – Garching (U) – Garching-Forschungszentrum (U) | Ettenhuber                  |
| 231   | Ismaning (S) – Unterföhring – Studentenstadt (U)                                                     | DB Regio Bus Bayern und RVO |
| 236   | Fischerhäuser – Ismaning (S) – Waldorfschule                                                         | DB Regio Bus Bayern und RVO |
| 531   | Erding (S) – Klinikum Nord – Neuer Friedhof (Therme) – Moosinning – Eichenried – Ismaning (S)        | DB Regio Bus Bayern und RVO |

### Straßenverkehr
Durch seine Lage in der Nähe von München ist Ismaning gut erschlossen. Ismaning liegt an der Bahnstrecke München Ost–München Flughafen, der Bundesautobahn 99, den Bundesstraßen B 471, B 388 und B 301 sowie an der Staatsstraße 2053 (Freising–Ismaning–Unterföhring–München).

## Kultur und Sehenswürdigkeiten

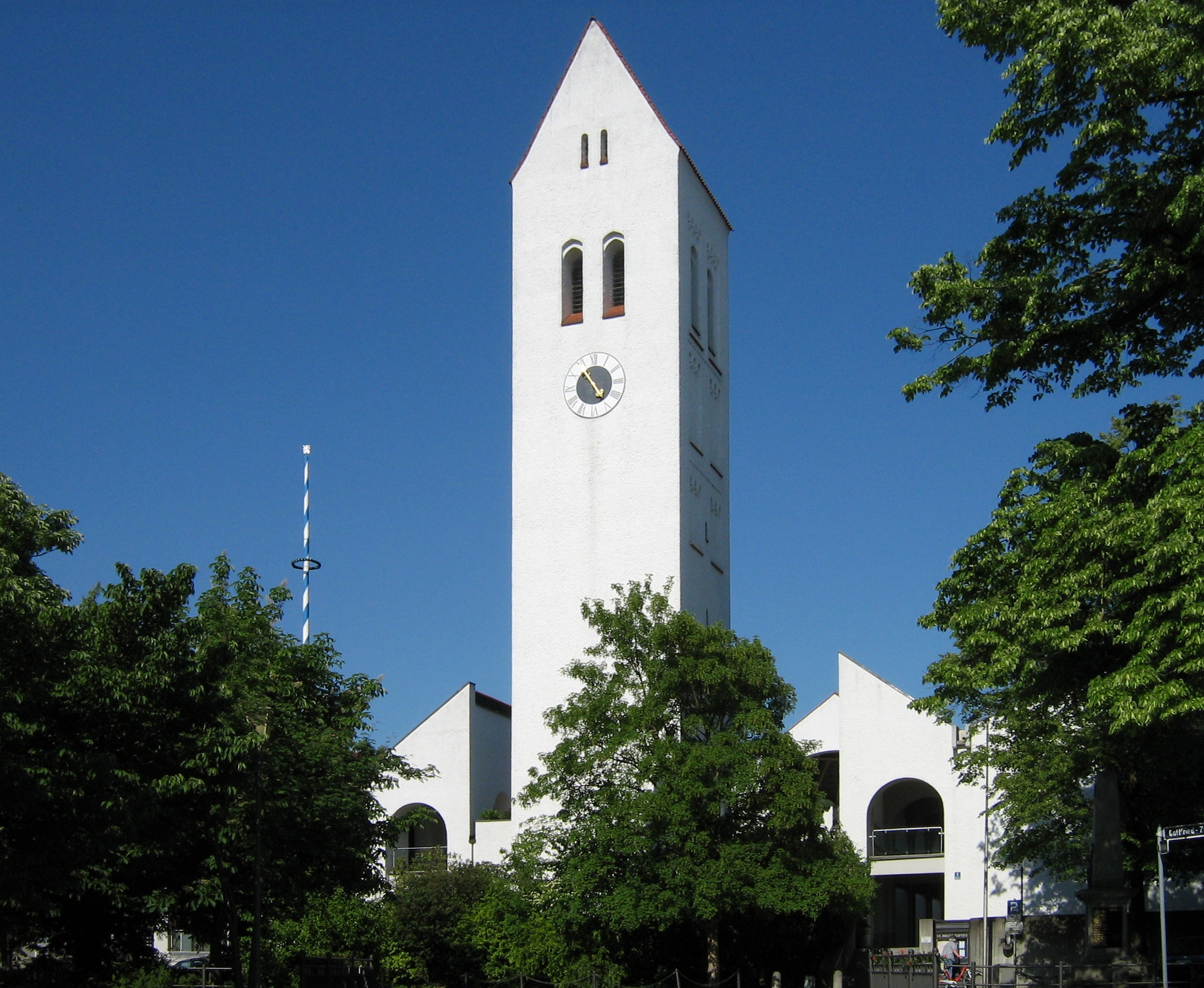
Pfarrkirche St. Johann Baptist

Viele benachbarte Gemeinden sind als Straßendörfer entstanden und entwickelten kein dominierendes Zentrum (z. B. Unterföhring, Aschheim) oder schufen dies erst in jüngerer Zeit planerisch (z. B. Garching). Dagegen verfügt Ismaning abseits der Durchgangsstraße über eine historisch gewachsene dörfliche Mitte, in der zahlreiche Funktionsgebäude im räumlichen Zusammenhang angesiedelt sind.
Geprägt wird dieses Zentrum von der katholischen Pfarrkirche St. Johann Baptist. Sie liegt zwischen dem nördlich gelegenen Schloss Ismaning (mit Schlosspark und ehemaligen Ökonomiegebäuden) und den südlich angrenzenden Schulhäusern mit Turnhallengebäude, die gemeinsam mit der evangelischen Kirche den großflächigen Schulhof umschließen. Kirchen und Schulgebäude sind moderne Bauten, bis auf die sogenannte „Alte Mädchenschule“ – heute Sitz der Musikschule. Neben der Kirche liegen am Ortsbach Seebach der denkmalgeschützte Gasthof zur Mühle mit Biergarten und altem Baumbestand sowie das Kriegerdenkmal auf dem Kirchplatz und der Pfarrhof, beide ebenfalls in der Bayerischen Denkmalliste aufgeführt.
Weitere denkmalgeschützte oder bekannte Bauwerke und Einrichtungen im Gemeindegebiet sind der 1913 erbaute Wasserturm, der Großsender des Bayerischen Rundfunks für UKW und Mittelwelle rund zwei Kilometer nordöstlich von Ismaning, das Allianz Zentrum für Technik mit seinem hauseigenen „Museum der Missgeschicke“ sowie einige historische Gedenksäulen, so der Bildstock für die Opfer des Flugzeugabsturzes vom 25. August 1918, die Pestsäule oder der Gedenkstein für die Opfer des Floßunglücks vom 21. Mai 1907.
Das Hauptgebäude des Schlosses ist heute Sitz der Gemeindeverwaltung, in ehemaligen Ökonomie- und Nebengebäuden sind Museen und Galerien untergebracht: Das Kallmann-Museum am Platz und im Stil einer ehemaligen Orangerie, das Schlossmuseum mit seiner ortshistorischen Ausstellung sowie der Schlosspavillon für wechselnde Kunstausstellungen. Für größere kulturelle Veranstaltungen wird der in den 1980er Jahren nahe der Ortsmitte erbaute „Bürgersaal“ genutzt. Ein kommunales Kulturzentrum mit Gemeindebibliothek und Volkshochschule wurde 2009 in der denkmalgeschützten Seidl-Mühle südlich des Dorfkerns eingerichtet.

## Bildungseinrichtungen
In Ismaning gab es im Schuljahr 2009/10 vier Kindergärten, drei Volksschulen (Hauptschule an der Freisinger Straße, Grundschule am Kirchplatz und die 1995 errichtete Grundschule Camerloherstraße) mit rund 760 Schülern und 50 Lehrkräften, eine Freie Waldorfschule mit 440 Schülern und 34 Lehrkräften sowie eine Realschule mit rund 650 Schülern und 40 Lehrkräften. Die Gemeinde ist Mitglied im Schulzweckverband für das Werner-Heisenberg-Gymnasium im benachbarten Garching. Nachdem es zwei Schuljahre neben der Realschule in Containern Ismaning Vorläuferklassen gab, erlangte das Gymnasium Ismaning im August 2017 die Selbständigkeit. Im September 2017 konnte planmäßig der reguläre Schulbetrieb im neuen Schulgebäude aufgenommen werden.
Historisch ist Schulunterricht in Ismaning erstmals für 1610 dokumentiert, ein erstes Schulhaus entstand aber erst 1835 durch Umbau des Benefiziatenhauses südlich der Kirche. Diese erste Schule wurde 1875 um ein und 1904 um ein weiteres Stockwerk erhöht. Bis 1957 diente das Gebäude als Knabenschulhaus, dann wurde es abgerissen und an gleicher Stelle ein neues Mädchenschulhaus mit acht Klassenzimmern errichtet. Es wurde 1967 um sechs zusätzliche Klassenzimmer erweitert und ist heute die Grundschule am Kirchplatz. Ursprünglich war die Mädchenschule ab 1886 in zwei Zimmern im Schwesternhaus neben der Kirche betrieben worden, ein erstes eigenes Mädchenschulhaus wurde 1912 erbaut (heute Musikschule). Die Knabenschule war 1957 nach dem Abriss des Gebäudes am Kirchplatz in einen Neubau an der Freisinger Straße gezogen, dessen acht Klassenzimmer 1967 durch einen Erweiterungsbau mit neun Klassenzimmern ergänzt wurden. Heute ist dieser Schulkomplex die Hauptschule an der Freisinger Straße in unmittelbarer Nähe der 1977 erbauten Staatlichen Realschule Ismaning.
Seit dem Jahr 2015 hat die Hochschule für angewandtes Management ihren Hauptsitz in Ismaning im Triagon-Gebäude der Steinheilstraße.

## Sport

### Winterlaufserie
Jeweils jährlich im Dezember, Januar und Februar findet die Ismaninger Winterlaufserie statt.

### Vereine
- FC Ismaning e. V.
- Turn- und Sportverein Ismaning e. V.
- SV Grüne Heide e. V.
- SV Solidarität Ismaning e. V.
- Tennisclub Ismaning e. V.

## Söhne und Töchter der Gemeinde
- Jakob Haushaimer († 1519), Generalvikar
- Otto Braun (1900–1974), Schriftsteller und Parteifunktionär
- Erich Greipl (1940–2013), Handelsmanager
- Nikolaus Kraus (* 1965), Landwirt und Politiker, Mitglied des Bayerischen Landtages
- Brigitte Hobmeier (* 1976), Schauspielerin
- Sophie Fasold (* 1994), Handballspielerin

## Persönlichkeiten
- Axel Jonas Halbach (* 18. März 1934 in Hamburg; † 12. Dezember 2022 in Ismaning) war ein deutscher Diplom-Kaufmann, Schriftsteller und Künstler.
- Klaus von Klitzing (* 1943 in Schroda), Physiker, Hochschullehrer und Nobelpreisträger, lebte zwischen 1978 und 1980 in Ismaning.
- Karl Friedrich Reimers (* 1935 in Eddelak-Warfen), Kommunikationswissenschaftler, Drehbuchautor, Medienwissenschaftler, Publizist und Hochschullehrer, wohnte in Ismaning.